# Rudolph Arnold Maas Geesteranus
Rudolph Arnold Maas Geesteranus (Haia, 20 de janeiro de 1911 - Oegstgeest, 18 de maio de 2003) foi um micologista neerlandês. Dentre outros trabalhos, descreveu várias espécies de cogumelos do gênero Mycena.